# Медаль «В память коронации императора Александра III»
Медаль «В память коронации императора Александра III» — памятная медаль, государственная награда Российской империи.

## Основные сведения
Медаль «В память коронации императора Александра III» — памятная медаль Российской империи для награждения лиц, имевших отношение к коронации Александра III. Александр III был коронован 15 (27) мая 1883 года в Успенском соборе Московского кремля спустя более чем двух лет после фактического вошествия на престол (12 (24) марта 1881 года). Медаль была учреждена 12 (24) мая 1883 года по указу императора Александра III. 3 (15) июня 1883 года им был утверждён рисунок медали.

## Порядок вручения
Порядок награждения был утверждён двумя указами: от 3 (15) ноября 1883 года и от 4 (16) мая 1884 года (второй указ касался награждения чинов военного ведомства). Право на ношение медали предоставлялось лицам, участвовавшим в подготовке, организации и охране коронации Александра III, а также присутствовавшим на коронации. Медаль полагалась следующим категориям граждан:
- Министру внутренних дел, директорам департамента полиции, департамента общих дел и департамента духовных дел иностранных исповеданий;
- Всем чинам министерства императорского двора;
- Составу коронационной комиссии, генералам, обер- и штаб- офицерам коронационного отряда, придворным, участвовавшим в коронации, чинам свиты императорского величества;
- Московскому генерал-губернатору и управляющему его канцелярией, московскому губернатору и вице-губернатору;
- Московскому почт-директору, чинам московского почтамта и почтальонам, согласно усмотрения министра внутренних дел;
- Составу канцелярии императорской главной квартиры;
- Чинам главных управлений военного министерства;
- Чинам, военным и гражданским, выдававшим билеты и осуществлявшим контроль коронации;
- Чинам, охранявшим торжества коронации:
  - Чинам московской и санкт-петербургской жандармерии;
  - Чинам московской, санкт-петербургской, киевской, варшавской и харьковской полиции;
  - Командированным в помощь полиции войскам;
  - Чинам, которыми распоряжался главный начальник охраны императора в Москве;
  - Лицам, участвовавшим в охране императора по назначению московского генерал-губернатора и московского обер-полицмейстера;
  - Всем чинам, охранявшим коронационный поезд по пути следования Александра III в Москву;
- Командирам воинских частей, шефом которых был Александр III;
- Камер-пажам и пажам специальных классов, а также офицерам, которые при них состояли;
- Офицерам и юнкерам Александровского военного училища, офицерам и кадетам московских кадетских корпусов, находившихся в строю и присутствовавших при торжественном въезде коронационной процессии и в залах Большого Кремлёвского дворца;
- Всем депутатам от казачьих войск;
- Всем присутствовавшим на коронации волостным старшинам, представителям национальностей Российской империи, их переводчикам и сопровождающим их лицам;
- Всем присутствовавшим на коронации чиновникам и священникам;
- Всем нижним чинам коронационного отряда.

## Описание медали
Медаль отчеканена из тёмной бронзы. Диаметр 28—29 мм. На лицевой стороне медали барельефное изображение портрета Александра III. По краю медали кругом вдоль бортика надпись: «Б.М.АЛЕКСАНДР III ИМП.И САМОД.ВСЕРОСС.». На оборотной стороне медали горизонтально расположена надпись в четыре строки:
Коронованъ
въ Москвѣ
маѧ 15
1883
При этом первая буква «К» занимает две строчки. Над надписью изображена большая императорская корона.
Основной тираж изготовлен на Санкт-Петербургском монетном дворе.
Существуют варианты медали, что связано с тем, что допускалось изготовление медали частными мастерскими, а также с тем, что на монетном дворе тираж изготавливалася по со штампов разных авторов. В частности, медальерами этой медали были Леопольд Штейнман и Авраам Грилихес. Разные варианты могут несколько отличаться деталями изображения.

## Порядок ношения
Медаль имела ушко для крепления к колодке или ленте. Носить медаль следовало на груди. Лента медали — Александровская.